# Meconopsis balangensis
Meconopsis balangensis är en vallmoväxtart som beskrevs av Tosh.Yoshida, H.Sun och Boufford. Meconopsis balangensis ingår i släktet bergvallmor, och familjen vallmoväxter. Utöver nominatformen finns också underarten M. b. atrata.